# Корейская Народная Республика
Коре́йская Наро́дная Респу́блика (кор. 조선인민공화국?, 朝鮮人民共和國?,Чосон Инмин Конхвагук) — государство, недолго существовавшее на Корейском полуострове в период между капитуляцией Японской империи и созданием оккупационными администрациями СССР и США лояльных к ним органов власти.

## Предыстория
С 1910 года Корея была частью Японской империи; в 1919 году ряд корейских националистов создали в Шанхае Временное правительство Кореи.
Когда 8 августа 1945 года СССР вступил в войну против Японии, то японским властям в Корее стало ясно, что необходимо создать переходное правительство, которое обеспечило бы им беспрепятственный уход. После того как север полуострова был занят советскими войсками (старавшимися не пересекать 38-ю параллель), основной задачей японцев стал юг, где после капитуляции Японии наступило безвластие. Левый националист Ё Ун Хён утром 15 августа согласился на японское предложение возглавить переходную администрацию, но выдвинул ряд условий, которые пришлось принять: освобождение политзаключённых по всей стране, невмешательство в дела корейцев по строительству собственного государства и т. п.
Утром 16 августа 1945 года Ё выступил перед народом, изложив условия соглашения с японцами, и объявил о создании Комитета по подготовке строительства государства (Конгук чунби вивонхве , сокращённо «Кончжун»). Для обеспечения безопасности в стране был организован «Отряд по обеспечению безопасности» (Чхиандэ), а по всей стране по инициативе местного населения возникло 145 его отделений. Хотя с 17 августа японцы организовали усиленную охрану всех важных объектов в столице, они опасались появляться на улице без нужды и часто переодевались в корейскую одежду, чтобы их не опознали. Японские патрули несли службу по городу, но ни во что не вмешивались. Беспорядки и столкновения с японцами в целом удалось предотвратить, и волны погромов, ожидамаемых японской администрацией не было, однако массами Комитет Ё Ун Хёна воспринимался как преемник японского генерал-губернаторства. Разнообразные комитеты на местах признавали себя его отделениями, однако между центром и этими комитетами не было никаких связей и контроля.
Ё искал сотрудничества со всеми группировками, однако правые политики считали, что новое правительство должно быть создано на базе Шанхайского правительства в изгнании. Они полагали, что Кончжун имеет право заниматься поддержанием порядка в переходный период, но не является ни партией, ни правительством, имеющим право решать вопросы будущего устройства страны. По мнению же Ё Ун Хёна, это Временное правительство не имело однозначной легитимности, так как долго действовало за пределами Кореи и не имело массовой поддержки в народе и было не единственной организацией такого типа, передача власти Шанхайскому временному правительству означает игнорирование тех, кто занимался революционной деятельностью в собственно Корее. В результате после реорганизации «Комитета» 3 сентября 1945 года его большинство составили левые, а правые и правоцентристы покинули организацию.
6 сентября 1945 года на съезде народных комитетов (около тысячи делегатов) была провозглашена Корейская Народная Республика (Чосон инмин конхвагук) и избран Центральный Народный Комитет.

## Деятельность
Ё Ун Хён пытался собрать в руководство Республики всех, кто имел в Корее какой-то политический вес независимо от политической позиции. Для организаторов республики было характерно приглашение на должности министров людей, находившихся за границей. Целый ряд видных корейских деятелей были зачислены в руководство Республики без их собственного на то согласия и, по некоторым сведениям, даже без оповещения об этом. Почётным президентом был избран Ли Сын Ман, Ё Ун Хён занял должность вице-президента, а премьер-министром стал Хо Хон.
Народная Республика предполагала ликвидацию японской системы права, конфискацию земель японцев и коллаборационистов, национализацию их имущества и распределение земли между крестьянами, государственный контроль на предприятиях, выпускающих жизненно необходимые продукты, свобода слова, печати и т. д. для всех, кроме коллаборационистов, установление восьмичасового рабочего дня и минимальной зарплаты, запрет детского труда, проведение независимого внешнеполитического курса.

## Прекращение деятельности
Японское правительство прекратили поддерживать деятельность правительства Корейской Народной Республики после того, как поняли, что на юг Кореи придут не советские, а американские войска; избрание президентом Ли Сын Мана вызвало недоверие к новому образованию со стороны СССР. В результате правительство Ё оказалось без поддержки.
На севере Кореи Народные Комитеты были признаны советской властью (так как правые политики не участвовали в их деятельности, считая нелегитимными), и в течение августа-декабря 1945 года инкорпорированы в созданные структуры власти. На Юге Корейская Народная Республика де-факто просуществовала до 1946 года даже после разгона американцами центрального аппарата, поскольку на местах народные комитеты продолжали осуществлять свою власть до того момента, когда в тот или иной отдаленный район не приходили разгонявшие их представители американской администрации.